# Tina Aumont
Tina Aumont, nascuda Marie-Christine Aumont (14 de febrer de 1946, Hollywood, Los Angeles, Califòrnia - 28 d'octubre de 2006, Portvendres, Rosselló) va ser una actriu estatunidenca, filla dels també actors Jean-Pierre Aumont i María Montez.

## Trajectòria artística
Els seus pares eren també actors, el francès d'orígens hebreus i holandesos Jean-Pierre Aumont i la canària-dominicana María Montez, aquests s'havien casat sorollosament a Hollywood el 1943. La seva infància es veuria marcada per la tràgica i prematura desaparició de la seva mare, trobada morta a la banyera quan Tina només tenia 5 anys d'edat. Tina es va criar amb el seu pare i amb la seva madrastra Marisa Pavan, actriu nominada a l'Oscar a la millor actriu secundària per The Rose Tattoo. Les relacions amb Pavan no van ser bones, i els anys d'infància i adolescència de Tina van ser, en general, complicats.
Va debutar al cinema en 1966, amb el paper de Nicole en Modesty Blaise, de l'expatriat estatunidenc Joseph Losey. Aumont va contreure matrimoni amb l'actor i realitzador francès Christian Marquand, amic íntim del seu pare. Marquand la va recomanar al seu amic, el polèmic realitzador Roger Vadim, descobridor de Brigitte Bardot, pel qual fa el paper d'Anne Sernet a La Curée (1966). A les seves primeres pel·lícules va utilitzar el nom de Tina Marquand.
Després d'establir-se a Roma, desenvolupa la seva carrera principalment al cinema italià, treballant a vegades a les ordres de realitzadors d'importància com Bernardo Bertolucci, Mauro Bolognini, Luigi Comencini, Valentino Orsini, Alberto Lattuada o el francès Roger Vadim. A Scusi, lei è favorevole o contrario? interpreta a una de les amants d'Alberto Sordi. A L'uomo, l'orgoglio, la vendetta (1968), adaptació de la història de Carmen de Prosper Mérimée a un ambient Western, comparteix cartell amb Franco Nero i Klaus Kinski. La pel·lícula es va rodar a Almeria.
També va intervenir en el Western estatunidenc Texas Across the River, protagonitzat per l'actor francès Alain Delon, en el paper d'una donzella índia.
En general, els seus papers van tenir una forta càrrega sexual, va intervenir en un èxit del cinema eròtic a la italiana com a Malizia, de Salvatore Samperi i en dos de les adaptacions al cinema de l'autobiografia de l'escriptor i aventurer del segle xviii Giacomo Casanova. A Infanzia, vocazione e prime esperienze di Giacomo Casanova, veneziano (1969) de Luigi Comencini era una de les conquestes de l'aventurer venecià, mentre que a Casanovade Federico Fellini interpreta a Henriette, una jove que farà perdre el cap a Giacomo Casanova. Tinto Brass, per al qual va interpretar el paper de la Sra. Wallenberg a Saló Kitty, diria que era una de les més belles dones en el món.
Aumont va interpretar el paper d'adúltera a Il messia (1975), pel·lícula que va tancar la filmografia del pare del neorealisme, Roberto Rossellini. També va figurar al repartiment de Nina, igualment l'últim títol d'un altre director mític com Vincente Minnelli.
A partir de la dècada de 1980 va anar espaiant alguna cosa més els seus treballs, i va aparèixer en algunes produccions per a televisió, encara que sense arribar a freqüentar massa aquest mitjà. La seva carrera es prolongaria fins a 2000, en el qual va aparèixer en la minisèrie televisiva Victoire, ou la douleur des femmes i a la pel·lícula La mécanique des femmes.

## Vida personal
Aumont es va casar el 1963, a l'edat de 16 anys, amb l'actor i realitzador francès Christian Marquand, utilitzant fins a 1967 el nom de Tina Marquand. Després de separar-se de Marquand, va tornar a trobar la felicitat al costat de Frédéric Pardo, amb qui es va establir a Roma. A Itàlia seria detinguda per tinença i consum d'estupefaents.
El 1971, Tina Aumont apareix com una de les signants del conegut com Manifest de les 343, també conegut vulgarment com Manifeste des 343 salopes, una declaració publicada el 5 d'abril de 1971 en el número 334 de la revista francesa Le Nouvel Observateur, com un suport d'un nombrós grup de personalitats públiques a la despenalització del avortament. Les 343 dones que van subscriure el manifest afirmaven haver avortat i que, consegüentment, s'exposaven a un procés penal que podien arribar fins a l'ingrés a la presó. El manifest, ideat per Jean Moreau, redactor de la publicació, fou redactat finalment per Simone de Beauvoir.
Tina va mantenir alguna relació amb el país de la seva mare, María Montez, visitant la República Dominicana a instàncies de Jean Louis Jorge. Aumont va visitar familiars a Barahona, i va ser obsequiada pel llavors president dominicà, Joaquín Balaguer, amb un apartament per a facilitar les seves visites al país. Segons testifica la periodista Magda Florencio, Tina Aumont hauria arribat a viure alguns anys a la zona del far a Colón. En canvi, el crític d'art Arturo Rodríguez afirma que les visites de l'actriu al país van ser només per actes molt puntuals; segons Rodríguez, Tina hauria assistit a una exposició sobre la seva mare al museu d'art modern; després tornaria per a rebre un premi Casandra, en un homenatge que Jean Luis Jorge va preparar a María Montez. «Ella va sortir a escena, acompanyada de Jean Luis Jorge i va expressar en espanyol -idioma que no coneixia- "Visca la República Dominicana!", una vegada que va rebre un reconeixement als Premis Casandra», assegura Arturo Rodríguez.
En els seus últims anys Tina Aumont va residir a la Catalunya del Nord, al costat de la frontera espanyola.

## Defunció
Tina Aumont va morir el 28 d'octubre de 2006 a Portvendres, a causa d'una embòlia pulmonar, a l'edat de 60 anys. Les seves restes reposen en el Cementiri de Montparnasse, París, en la mateixa tomba que els de la seva mare.

## Filmografia
- La curée, de Roger Vadim (1966)
- Scusi, lei è favorevole o contrario?, de Alberto Sordi (1966)
- Texas Across the River, de Michael Gordon (1966)
- Modesty Blaise, de Joseph Losey (1966)
- Troppo per vivere... poco per morire, de Michele Lupo (1967)
- Home Movie, autour du Lit de la vierge, de Frédéric Pardo (1968)
- Partner, de Bernardo Bertolucci (1968)
- L'uomo, l'orgoglio, la vendetta, de Luigi Bazzoni (1968)
- La révolution n'est qu'un début. Continuons., de Pierre Clémenti - curtmetratge (1968)
- L'urlo, de Tinto Brass (1968)
- Visa de censure, de Pierre Clémenti - curtmetratge (1968)
- Positano, de Pierre Clémenti (1969)
- Infanzia, vocazione e prime esperienze di Giacomo Casanova, veneziano, de Luigi Comencini (1969)
- Satyricon, de Gian Luigi Polidoro (1969)
- L'alibi, d'Adolfo Celi, Vittorio Gassman, Luciano Lucignani (1969)
- Come ti chiami, amore mio?, d'Umberto Silva (1969)
- Le lit de la vierge, de Philippe Garrel (1969)
- Necropolis, de Franco Brocani (1970)
- Corbari, de Valentino Orsini (1970)
- Metello, de Mauro Bolognini (1970)
- Il sergente Klems, de Sergio Grieco (1971)
- Arcana, de Giulio Questi (1972)
- Bianco, rosso e..., d'Alberto Lattuada (1972)
- La révolte des désespoirs, de Pierre-Richard Bré - curtmetratge (1972)
- Racconti proibiti... di niente vestiti, de Brunello Rondi (1972)
- Blu Gang - E vissero per sempre felici e ammazzati, de Luigi Bazzoni (1973)
- Malizia, de Salvatore Samperi (1973)
- Storia de fratelli e de cortelli, de Mario Amendola (1973)
- I corpi presentano tracce di violenza carnale, de Sergio Martino (1973)
- Les hautes solitudes, de Philippe Garrel (1974)
- Il trafficone, de Bruno Corbucci (1974)
- Fatti di gente perbene, de Mauro Bolognini (1974)
- Il messia, de Roberto Rossellini (1975)
- Divina creatura, de Giuseppe Patroni Griffi (1975)
- Lifespan, de Sandy Whitelaw (1975)
- Saló Kitty, de Tinto Brass (1975)
- Il Casanova di Federico Fellini, de Federico Fellini (1976)
- A Matter of Time, de Vincente Minnelli (1976)
- Giovannino, de Paolo Nuzzi (1976)
- Cadaveri eccellenti, de Francesco Rosi (1976)
- La principessa nuda, de Cesare Canevari (1976)
- Un cuore semplice, de Giorgio Ferrara (1977)
- La deuxième femme, de Pierre Clémenti (1978)
- La bande du Rex, de Jean-Henri Meunier (1980)
- Holocaust parte seconda: i ricordi, i deliri, la vendetta, d'Angelo Pannacciò (1980)
- Cinématon, de Gérard Courant (1984)
- Rebelote, de Jacques Richard (1984)
- Les frères Pétard, de Hervé Palud (1986)
- ZEN - Zona Espansione Nord, de Gian Vittorio Baldi (1988)
- Sale comme un ange, de Catherine Breillat (1991)
- Dinosaur from the Deep, de N.G. Mount (1993)
- Nico Icon, de Susanne Ofteringer (1995)
- Les deux orphelines vampires, de Jean Rollin (1997)
- Marquis de Slime, de Quelou Parente (1997)
- Giulia, de Roy Stuart, episodi del film Corti circuiti erotici (1999)
- La mécanique des femmes, de Jérôme de Missolz (2000)